# Knieküchle

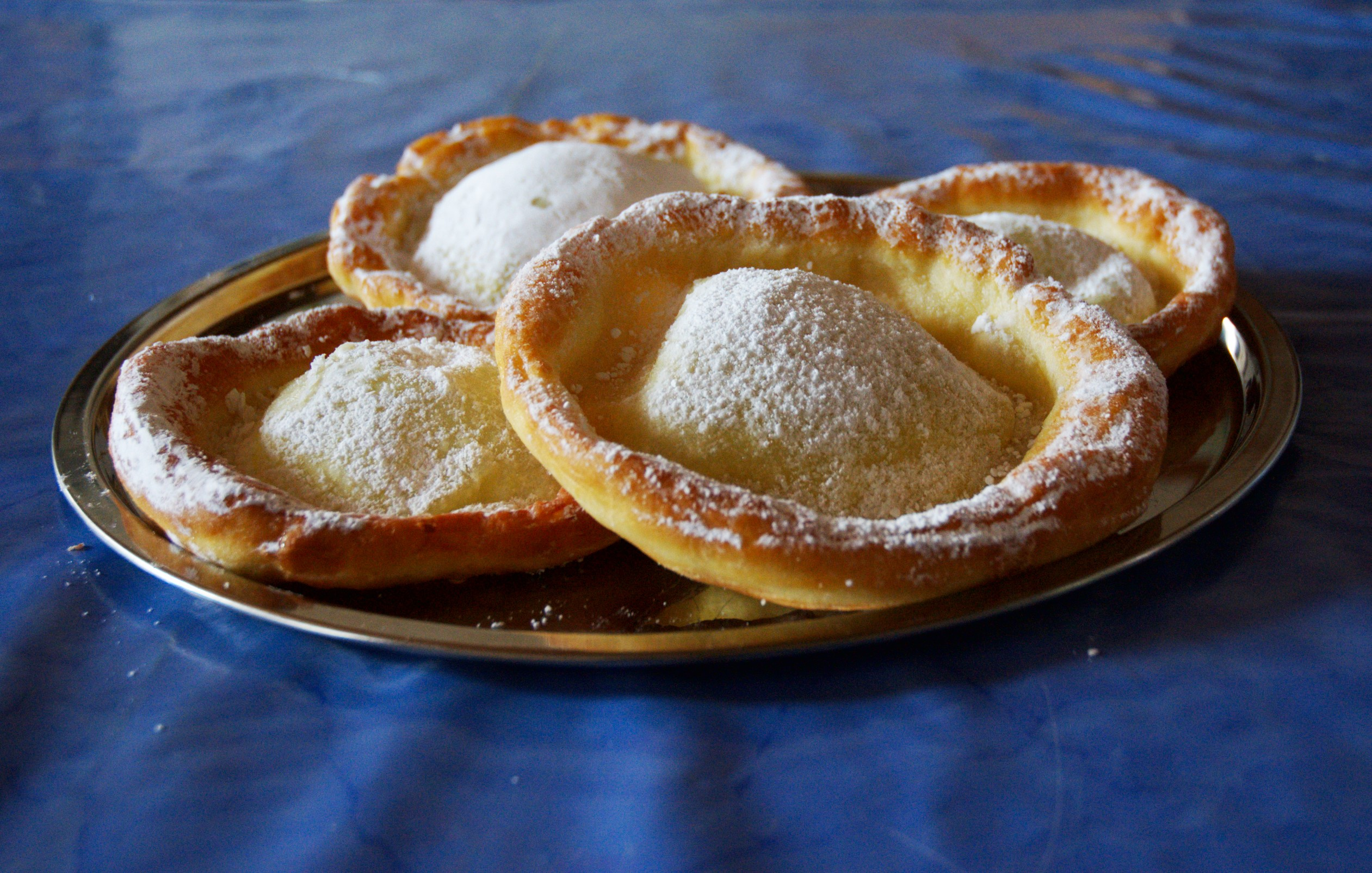
Knieküchle

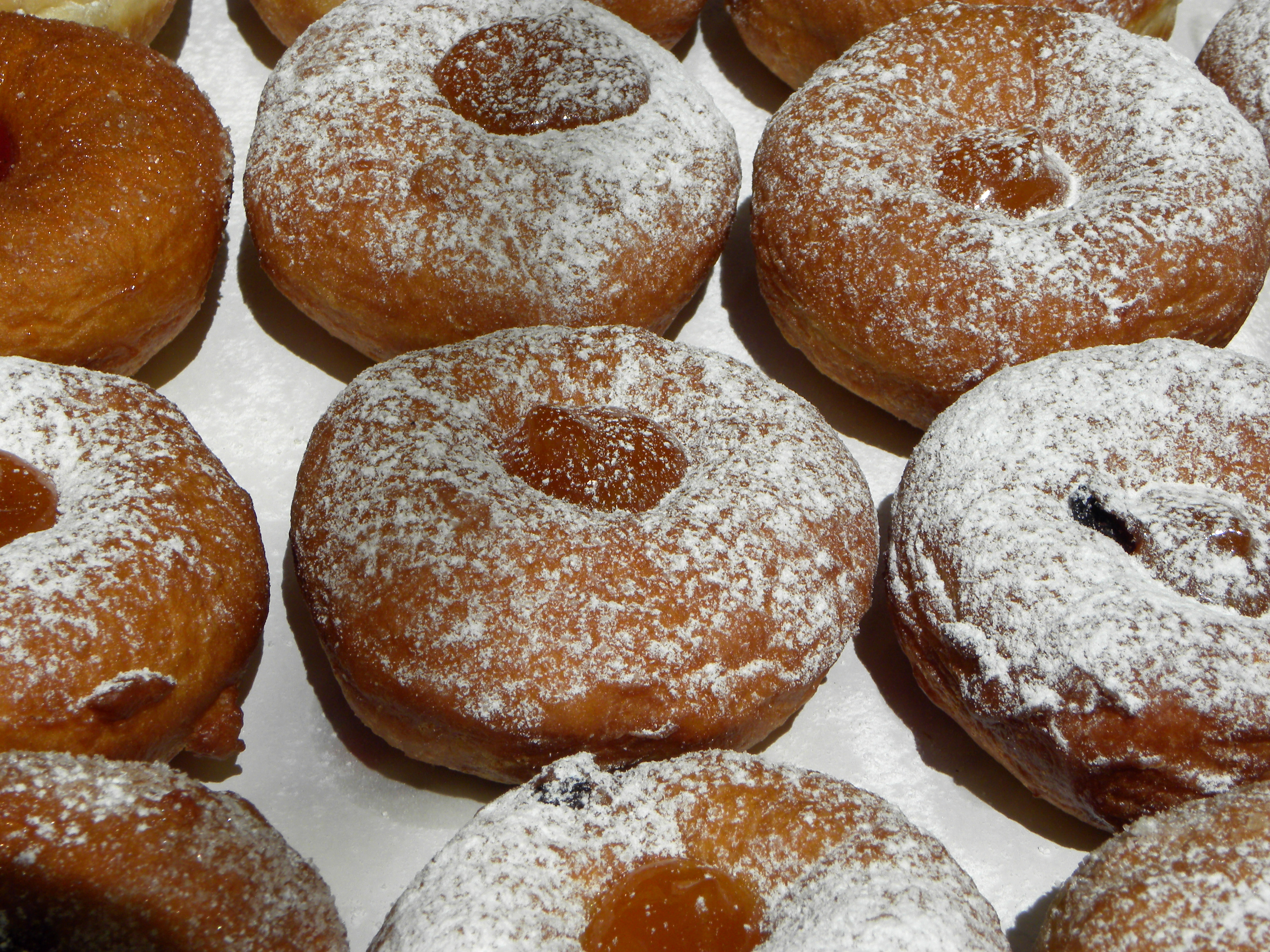
Bauernkrapfen mit Marillenmarmelade

Knieküchle, auch Kiachl, Schmalznudeln oder Auszogne (bair., zu hochdeutsch Ausgezogene; weitere Bezeichnungen im Kapitel Synonyme), sind ein traditionelles Gebäck der süddeutschen, österreichischen und Südtiroler Küche. Sie sind ein insbesondere in Bayerisch-Schwaben, im Schwarzwald, Altbayern, Franken, Österreich, Südtirol und Thüringen weit verbreitetes Schmalzgebäck.

## Herstellung
Die Küchle bestehen in der Regel aus reinem Hefeteig, dies kann regional aber auch leicht variieren. Sehr gebräuchlich ist zum Beispiel die Zugabe von Rosinen. Der Teig wird so geformt, dass die Küchle in der Mitte ganz dünn sind und außen einen gleichmäßigen dicken Wulst haben. Sie werden in heißem Schmalz schwimmend ausgebacken und mit Puderzucker bestreut. Ein Knieküchle hat auf dem Wulst einen dünnen weißen Rand, da es während des Frittierens auf dem heißen Fett schwimmt.
Knieküchle wurden früher hauptsächlich in der Erntezeit und zu hohen Festtagen, besonders zur Kirchweih oder Dult gebacken. In Franken wird teilweise zwischen „katholischen“ und „evangelischen“ Küchle unterschieden, je nachdem, ob die Mulde (katholisch) oder die Erhebung (evangelisch) mit Puderzucker überzogen ist. Das Tiroler Kiachl wird mit Preiselbeermarmelade, mit Sauerkraut oder mit Puderzucker bestreut gegessen und ist eine beliebte Speise auf Tiroler Christkindlmärkten.

## Namenslegende zu Knieküchle
Knieküchle tragen ihren Namen, weil angeblich die fränkischen Bäckerinnen den Teig über dem Knie so auszogen, dass er in der Mitte so dünn ist, dass man einen Liebesbrief durch sie hindurch lesen kann. Daher auch der Spruch: „Willst schäine Schissalasköichla baggn, brachst braade Gnöi“ (Willst Du schöne Schüssel-Küchle backen, so brauchst Du breite Knie). Entsprechend sind weitere Bezeichnungen Schüssalasküchle und, mild ironisch auf die breiten Knie anspielend, katholische Küchle.

## Synonyme
Krapfen oder Küchl (Kiacherl oder Kiachl), Schmalznudeln (besonders in München), auch einfach Nudeln (Oberbayern), in Niederbayern auch Rottnudel oder Kiarchen, in der Oberpfalz Käichla, in Oberfranken Krapfn und Runda Kung (Küchla), im Schwäbischen (Fenschter-)Kiachle, im Ries Küchle, im Badischen Scherbe oder Schöpa, in Tirol und dem Innviertel Kiachl, im restlichen Österreich Bauernkrapfen, in Südtirol Kniakiachl.